# Diecezja Sobral
Diecezja Sobral (łac. Dioecesis Sobralensis) – diecezja Kościoła rzymskokatolickiego w Brazylii. Należy do metropolii Fortaleza, wchodzi w skład regionu kościelnego Nordeste I. Została erygowana  w dniu 10 listopada 1915.